# Cecylia Słapakowa
Cecylia Słapakowa (ur. 1900 w Wilnie, zm. latem 1942) – polsko-żydowska dziennikarka, tłumaczka, członkini grupy Oneg Szabat, ofiara Zagłady.

## Życiorys
Pochodziła z rodziny inteligenckiej, posługującej się na co dzień językiem rosyjskim. Mimo iż zaliczano ją do grona „Litwaków”, wbrew istniejącym stereotypom na temat tej grupy utrzymywała kontakty z kulturą polską oraz kulturą jidysz.
Przed wojną pracowała jako dziennikarka i tłumaczka. Publikowała artykuły w dzienniku „Nasz Przegląd”, współpracowała z warszawskim oddziałem Żydowskiego Instytutu Naukowego YIVO. Biegle znała język rosyjski. Wspólnie z Zofią Erlichową przetłumaczyła z rosyjskiego dwanaście tomów dzieła Szymona Dubnowa pt. Historia Żydów. Publikacja po raz pierwszy została wydana w 1939 roku.
Po wybuchu II wojny światowej, w początkowym okresie niemieckiej okupacji, w swym mieszkaniu na ul. Elektoralnej w Warszawie urządzała co niedzielę spotkania żydowskich intelektualistów, twórców i aktorów, tworząc w ten sposób namiastkę przedwojennego salonu kulturalnego.
Wiosną 1940 roku została wraz z rodziną wysiedlona z mieszkania na ul. Elektoralnej. Trafiła do warszawskiego getta. Należała do grupy Oneg Szabat, podziemnego archiwum getta warszawskiego zbierającego materiały o życiu i zagładzie Żydów w czasie II wojny światowej. W ramach pracy dla Oneg Szabat przeprowadziła wywiady z siedemnastoma kobietami, reprezentującymi różne warstwy żydowskiego społeczeństwa. Pytała o ich codzienne trudy, walkę o przetrwanie i wojenne doświadczenia. Wywiady miały stanowić źródło do planowanego opracowania Onego Szabat na temat kobiet żydowskich w czasie II wojny światowej. Słapakowa liczyła jednocześnie, że owe studium przyczyni się po wojnie do zmiany stereotypowego postrzegania ról kobiecych przez żydowskie społeczeństwo.
Wywiady przeprowadzała, aż do maja 1942 roku, być może i później. Zebrane materiały prawdopodobnie przekazała sekretarzom Oneg Szabat na krótko przed rozpoczęciem wielkiej akcji likwidacyjnej lub w jej pierwszych dniach. Najprawdopodobniej część publikacji Słapakowej i zebranych przez nią w getcie materiałów zaginęło. Zachowane wywiady zostały opublikowane w piątym tomie Archiwum Ringelbluma, opracowanym przez Katarzynę Person, wydanym pod tytułem Getto warszawskie. Życie codzienne.
Prawdopodobnie zginęła wraz z córką podczas „Wielkiej Akcji” latem 1942 roku. Dokładna data i okoliczności ich śmierci nie są znane. Samuel D. Kassow przypuszcza, iż zginęły w obozie zagłady w Treblince. Według Racheli Auerbach wojnę przeżył mąż Słapakowej.
Historia Cecylii Słapakowej została przytoczona i omówiona w książkach:
- Samuel D. Kassow Who Will Write Our History? Emanuel Ringelblum, the Warsaw Ghetto, and the Oyneg Shabes Archive;
- Laura Jockusch Jewish Honor Courts: Revenge, Retribution, and Reconciliation in Europe and Israel after the Holocaust.